# Постнова Людмила Григорівна
Людмила Григорівна Постнова  (рос. Людмила Григорьевна Постнова, 11 серпня 1984) — російська гандболістка, олімпійська медалістка.

## Виступи на Олімпіадах
| Олімпіада  | Дисципліна | Місце |
| ---------- | ---------- | ----- |
| Пекін 2008 | гандбол    | 2     |